# Manx2
Manx2 – linia lotnicza, powstała na Wyspie Man po linii EuroManx. Linia rozpoczęła działalność w 2006 roku, a została zlikwidowana w grudniu 2012.

## Historia
Manx2 zaczął działalność 11 maja 2006 roku, a pierwsze loty zaczęły się 15 lipca 2006 roku. Szefem Manx2 był Noel Hayes.
Historia floty zaczęła się od samolotu Let L-410, który został zakupiony 11 lipca 2006 od BASe Air Kft (Budapest Air Services). Samolot miał rejestrację HA-YFG. Od 15 lipca 2006 ten samolot zaczął latać na trasie Blackpool-Belfast. We wrześniu 2006 linia lotnicza Manx2 zaczęła wypożyczać samoloty typu BAe Jetstream 31 od Jetstream Executive Travel.
Na początku 2007 roku Manx2 wykupił samoloty Fairchild Metroliner oraz Dornier 208-202k i skończył korzystać z samolotów BAe Jetstream 31. 3 września 2007 roku Manx2 uruchomił nowe połączenie do Gloucester. Manx2 sprzedał około 1000 biletów z Gloucester w okresie wrzesień-grudzień. Na trasie Gloucester-Wyspa Man zwiększon częstość lotów do dwóch na dzień przez 7 dni w tygodniu. Linia zanotowała wzrost liczby pasażerów po uruchomieniu trasy do Gloucester. 10 lutego 2011 roku jeden z samolotów (numer rejestracyjny EC-GPS) rozbił się podczas lądowania we mgle na lotnisku Cork w Irlandii.

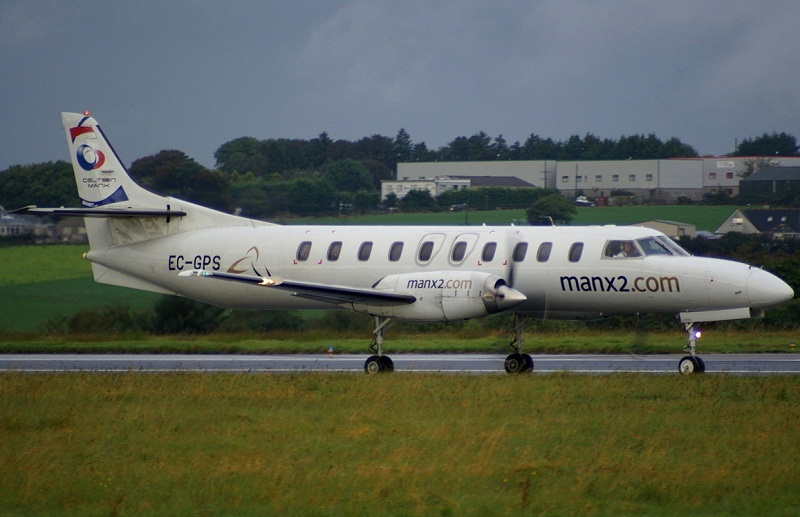
EC-GPS Manx2 Fairchild SA-227BC Metro III

## Porty docelowe
- Wyspa Man
  - Wyspa Man (lotnisko Ronaldsway)
- Anglia
  - Leeds/Bradford (port lotniczy Leeds/Bradford)
  - Gloucester (port lotniczy Gloucester)
  - Jersey (port lotniczy Jersey)
  - Blackpool (port lotniczy Blackpool)
  - Nottingham (port lotniczy East Midlands)
- Irlandia Północna
  - Belfast (port lotniczy Belfast-George Best City)
  - Belfast (port lotniczy Belfast-International)